# Laurent de Gouvenot

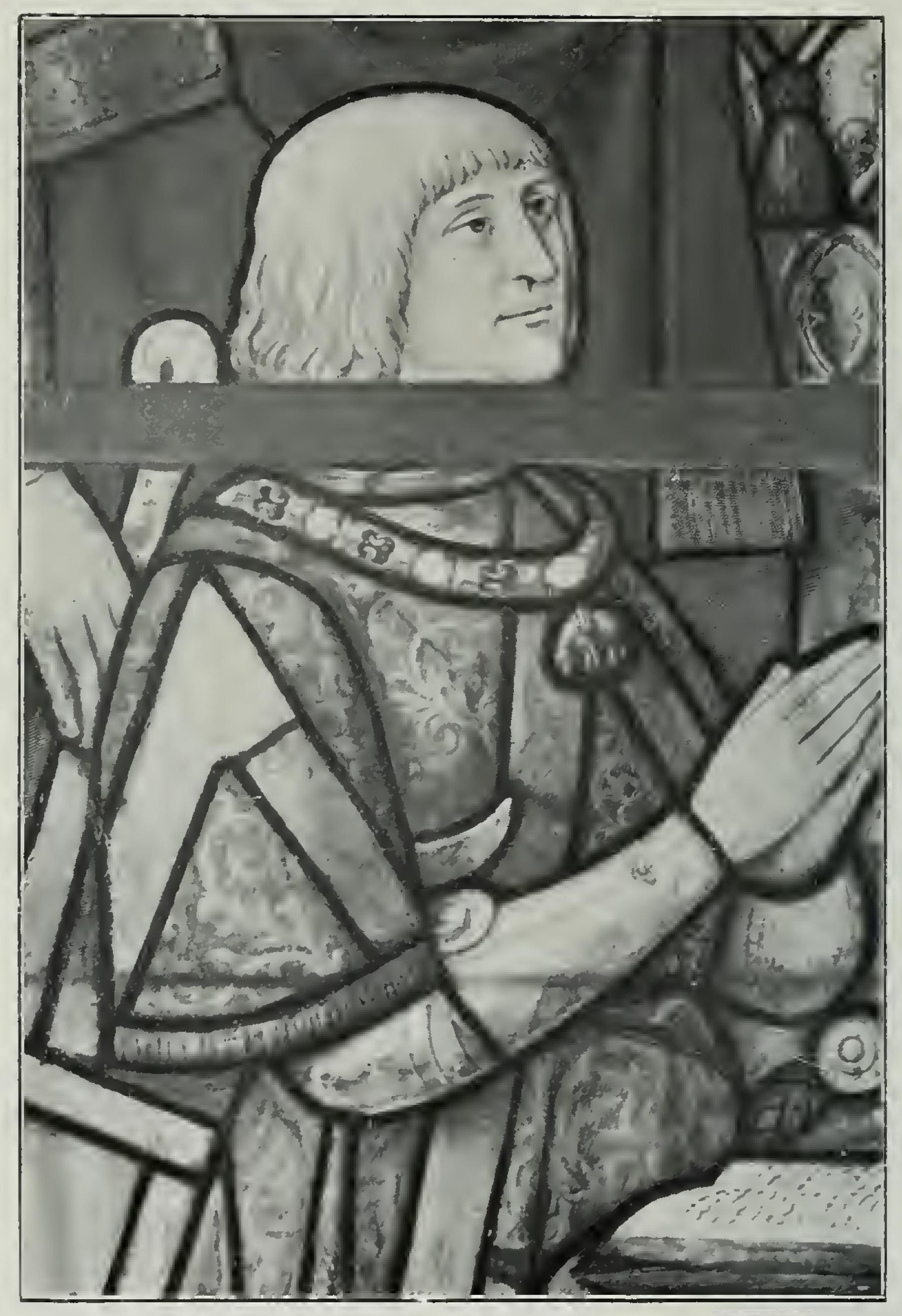
Laurent de Gorrevod (ca. 1470-1529)

Laurent de Gouvenot (castellanizado como Lorenzo de Garrevod) fue un traficante de esclavos y aristócrata borgoñón o flamenco de comienzos del siglo XVI, barón de Montinay y gobernador de Bresa o Breza (Bressa -Friuli, actualmente Italia-).
Gracias a su alta posición en la corte de los Habsburgo, consiguió de Carlos I de España (de quien era "comensal" y "de su Consejo") el derecho a la importación de esclavos africanos a América y a Portugal el 18 de agosto de 1518. La concesión de este tipo de favores discrecionales a los personajes de confianza del joven rey, considerados como extranjeros ambiciosos por los castellanos que podrían haber aspirado a los mismos, estuvo entre las causas principales de la Revuelta de las Comunidades.
La licencia preveía el tráfico de cuatro mil esclavos y esclavas que se habrían de obtener "de las islas de Guinea y de otras partes acostumbradas", y, aunque se especificaba que el embarque debía realizarse el puerto de Sevilla, eximía de la obligación de registrarlos en la Casa de Contratación (institución que monopolizaba el comercio con América), garantizando que no se concederían más licencias en los siguientes ocho años (aunque tal monopolio fue vulnerado en al menos una ocasión ese mismo año, en beneficio del marqués de Astorga, que obtuvo licencia para cien esclavos). Gouvenot obtuvo veinticinco mil ducados por la reventa de la licencia a cuatro mercaderes genoveses afincados en Sevilla (Domingo de Forne, Agustín de Ribaldo y Fernando Vázquez), que a su vez pasaron sus derechos a otros traficantes, con grandes beneficios. En los lugares a los que llegaron los esclavos (Yucatán, Cuba, Puerto Rico y La Española) los precios resultantes fueron exorbitantes, imposibilitando que pudieran acceder a ellos muchos de los peticionarios iniciales.
Como condición de la licencia, se obligaba a que los esclavos fueran cristianizados tras su llegada a las Indias. Los esclavos traídos directamente de África eran llamados "bozales", mientras que a los que habían sido bautizados y entrado en contacto con la cultura de Castilla o Portugal, adquiriendo la lengua, se les llamaba "ladinos".
Tras este primer periodo llamado "asiento de los genoveses", en 1528 se concedió una licencia similar a los Welser. Mucho más tarde, por el Tratado de Utrecht (1713-1715) se concedió a Inglaterra el "asiento de negros".
La denominación de "asiento", que inicialmente los historiadores daban a la licencia de Gouvenot, es inadecuada, según Georges Scelle, quien publicó el documento original, estableciendo también su fecha exacta.